# 費格特山
費格特山（英語：Mount Faget），是南極洲的山峰，位於維多利亞地的彭內爾海岸，屬於阿德默勒爾蒂山脈的一部分，海拔高度3,360米，美國地質調查局根據測量和該國海軍的空中照片繪入地圖，現時由南極條約體系管理。